# Maria af Grækenland
Prinsesse Maria af Grækenland og Danmark (græsk: Πριγκίπισσα Μαρία της Ελλάδας και Δανίας), i Rusland kaldet Maria Georgijevna (russisk: Мария Георгиевна), (3. marts 1876 – 14. december 1940), var en græsk prinsesse, der gennem sit ægteskab blev storfyrstinde af Rusland.
Maria var datter af den danskfødte kong Georg 1. af Grækenland og hans russiske hustru, Olga Konstantinovna af Rusland. Hun blev gift med storfyrst Georg Mikhailovitj af Rusland i 1900.

## Familie og ungdom
Maria blev født den 3. marts 1876 på Kongeslottet i Athen som det femte barn og næstældste datter af den danskfødte kong Georg 1. og dronning Olga af Grækenland, der var født som storfyrstinde af Rusland. Gennem sin far var hun dermed barnebarn af kong Christian 9. (kaldet Europas svigerfar) i hans ægteskab med prinsesse Louise af Hessen-Kassel, mens hun gennem sin mor var barnebarn af storfyrst Konstantin Nikolajevitj af Rusland, tidligere vicekonge af Polen, i hans ægteskab med prinsesse Alexandra af Sachsen-Altenburg. Prinsesse Marie havde syv søskende: Konstantin (der efterfulgte deres far som konge af Grækenland), Georg, Alexandra, Nikolaos, Olga (der døde som spæd), Andreas og Christoffer.
I familien blev hun kaldt Minnie ligesom sin faster Kejserinde Dagmar af Rusland. Hun og Dagmars ældste datter, storfyrstinde Xenia Alexandrovna af Rusland, var i deres ungdom tæt knyttet, og de blev siden gift med to brødre.
Maria var meget patriotisk. Hun udtalte, at hun ikke ville gifte sig, hvis det indebar, at hun måtte forlade Grækenland. Hendes far nægtede dog at lade hende gifte sig med en græker og dermed borgerligt.

## Ægteskab
I 1900 blev Maria gift med storfyrst Georg Mikhailovitj af Rusland. Han var søn af storfyrst Mikhail Nikolajevitj af Rusland, der selv var yngste søn af kejser Nikolaj 1. af Rusland.
Maria giftede sig dermed ind i sin moders familie, huset Romanov, og fulgte sin søster, Alexandra, der ligeledes var blevet gift ind i den russiske kejserfamilie. Storfyrst Georg var en fætter til dronning Olga og til Alexandras mand, storfyrst Pavel Alexandrovitj af Rusland.
Brylluppet stod mod sædvanen ikke i Rusland men på Korfu i Grækenland. Ligeledes mod sædvanen fik hun lov til at forblive arveberettiget til den græske trone, hvilket hun havde insisteret på.

## Børn
Parret fik sammen to døtre:
- Prinsesse Nina Georgijevna af Rusland, (1901-1974).
- Prinsesse Xenia Georgijevna af Rusland, (1903-1965).

## Russisk storfyrstinde
Parret fik en lejlighed i Mikhailovskijpaladset i Sankt Petersborg, og senere byggede de et mindre palads på Krim i engelsk stil, kaldet Harax, et græsk navn.
Maria havde aldrig været forelsket i sin mand, og med tiden gled parret mere og mere fra hinanden, ligesom Maria ikke brød sig specielt om Rusland. Maria brugte døtrenes dårlige helbred som undskyldning til at opholde sig i længere perioder udenfor Rusland, og uden følgeskab af sin mand.
Maria var i England, da Første Verdenskrig brød ud, og hun besluttede sig for ikke med det samme at rejse tilbage til Rusland som de andre russiske kejserlige, der befandt sig i udlandet.
Senere blev det for risikabelt at rejse, og hun blev sammen med døtrene i England under hele krigen. Maria og døtrene genså aldrig storfyrst Georg.
Under Den Russiske Revolution blev hendes mand fængslet. Maria forsøgte at få ham løsladt, men han blev skudt sammen med tre andre storfyrster i 1919.

## Senere liv
I 1922 blev hun gift for anden gang. Hendes ægtemand var den græske borgerligt fødte admiral Perikles Ioannidis (1881– 1965). Brylluppet stod i Wiesbaden Tyskland. De skulle efter sigende have mødt hinanden, da Maria vendte hjem til Grækenland efter familiens eksil i 1920. Perikles var kaptajn på det skib, som hun var om bord på.
Maria udgav senere sine erindringer, der blev en bestseller. Hun døde i 1940 i Athen midt under den Græsk-italienske krig.